# ベンジャミン・ブルームフィールド (初代ブルームフィールド男爵)
初代ブルームフィールド男爵ベンジャミン・ブルームフィールド（英: Benjamin Bloomfield, 1st Baron Bloomfield GCB GCH PC、1768年4月13日 - 1846年8月16日）は、イギリス陸軍の軍人、国王ジョージ4世の国王秘書官および国王手許金会計長官。
在任中は前任者同様、賄賂を受け取るなどして国王秘書官の評判を下げ、のちに秘書官職の廃止を招いた。

## 生涯

### 軍人として

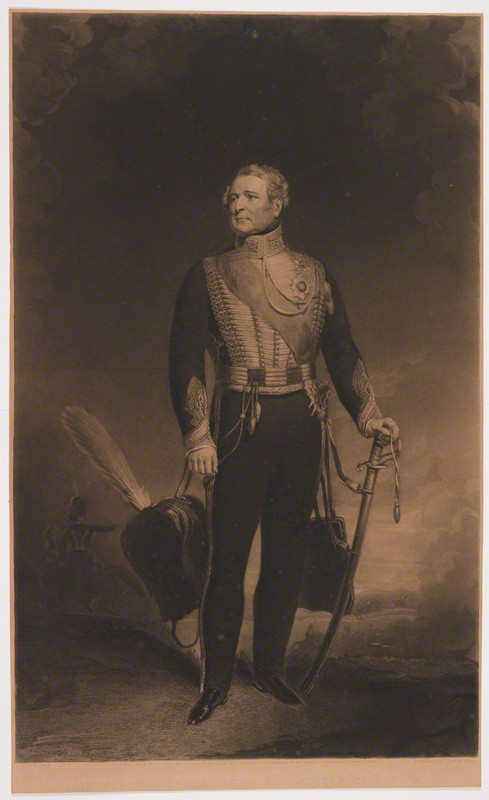
ブルームフィールドを描いた絵画

ジョン・ブルームフィールドと妻アン（1828年没、法廷弁護士サミュエル・ウォラーの娘）の息子として
、1768年4月13日に生まれた。王立陸軍士官学校で教育を受けた後、王立砲兵隊の少尉としてイギリス陸軍に入隊した。1787年に中尉に、1794年にCaptain-lieutenantに昇進した。ニューファンドランド、ジブラルタル駐在を経て1798年アイルランド反乱のビネガー・ヒルの戦いに砲兵として参戦した。1805年に少佐への名誉昇進辞令を得て、1806年に正式に昇進した。同年に中佐に昇進した。

### 王太子の知遇を得る
1806年にブライトンに駐留していたとき、社交と音楽の才芸により王太子ジョージ（のちの国王ジョージ4世）の目に留まり、1808年に王太子の侍従に任命され、1811年2月9日から1814年まで王太子のエー＝ド＝カン（副官）を務めた。1810年には、王太子より王太子妃キャロラインを調査するよう命じられた。政敵の初代グレンバーヴィー男爵シルヴェスター・ダグラスは、日記でこの時期のブルームフィールドを「偽善者のメソジストで、口では宗教や道徳を述べるが、行動では、結婚した男でありながらダウンシャー侯爵夫人と公然と不倫した」と批判した。1812年2月25日に大佐への名誉昇進辞令を得て、1812年3月から1817年までClerk Marshal and Chief Equerryを務めた。

### 庶民院議員
摂政王太子ジョージの後援を得たブルームフィールドは、1812年6月にプリマス選挙区の補欠選挙で立候補した。プリマスでは海軍と摂政王太子が影響力を持ち、ブルームフィールドを代表しての選挙活動が1811年より行われていたが、海軍を代表する初代セント・ヴィンセント伯爵ジョン・ジャーヴィスは相談されなかったことに怒り、摂政王太子派の現職議員トマス・ティルウィットが激しく反対していると主張した。ただし、『英国議会史』によれば、ティルウィットは疑念をもってはいたが、公然と摂政王太子に反対できるほどではなく、最終的には黒杖官の任命を受けて議員を退任して、ブルームフィールドが無投票で当選した。同年10月の総選挙にも無投票で再選した。議会では演説しなかったものの、採決で常に与党を支持した。またカトリック解放には反対の立場だったが、後年の1829年ローマ・カトリック信徒救済法には国王、ウェリントン、ピールといった「プロテスタントの権威の認可を得た」として支持した。1814年6月7日に少将に昇進、1815年にロイヤル・ゲルフ勲章ナイト・コマンダーを授与され、同年12月11日に騎士爵に叙された。

### 国王秘書官に就任

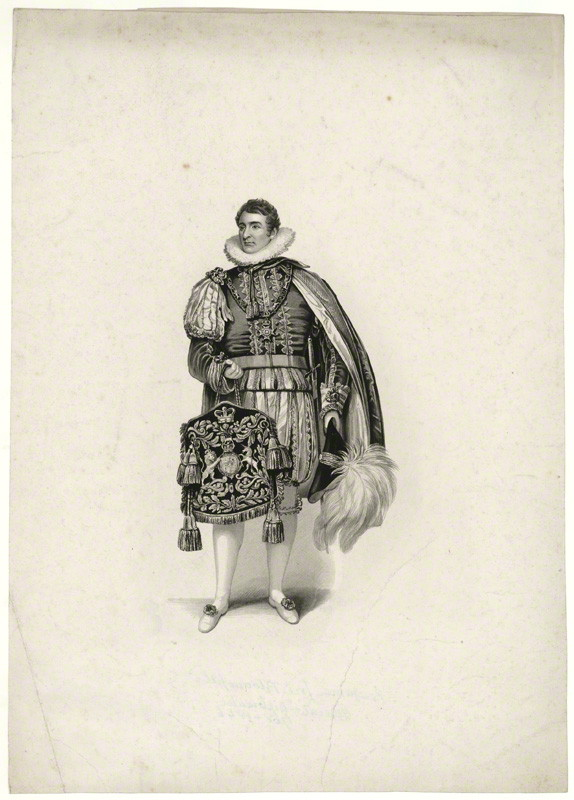
国王手許金会計長官ブルームフィールド。会計長官としての財布を手に持つ。

1817年に王室家政において昇進し、国王秘書官および国王手許金会計長官に就任した。同年7月15日、枢密顧問官に任命された。1818年初めにおそらくは摂政王太子の命令を受けて庶民院議員を退任した。1819年にロイヤル・ゲルフ勲章ナイト・グランド・クロスを授与された。
1817年より5年にわたり国王秘書官として摂政王太子への莫大な影響力を有した。在任中は、前任者のマクマホンと同じ轍を踏み、爵位や勲章などの名誉を求める者から賄賂を受け取っていたという。
1820年、国王に就いたジョージ4世は、政府高官と意見交換する際、国王自身は直接会わず、ブルームフィールドを通じて接触を図るようになった。しかしリバプール首相をはじめとする閣僚らは『国務大臣が国王の政治的な秘書官を務めてきた』という当時の考え方から、ブルームフィールドがしゃしゃり出てくることに強く反発した。1822年、ブルームフィールドは失脚して国王秘書官を辞任することとなった。失脚の理由は、国王手許金会計長官として公金を着服したとも、サー・ウィリアム・ナイトン（国王侍医）とカニンガム侯爵夫人（ジョージ4世の愛人）の陰謀によるともされる。
ブルームフィールドの辞任後（同年1月）、リバプール首相はこのタイミングを逃さず、ジョージ4世に進言して国王秘書官職を廃止に追い込んだ。

### 国王秘書官退任後
退任にあたり、連合王国貴族への叙爵を求めて拒否されたものの、辞任の代償としてアイルランド貴族への叙爵の内定を得て、さらに年金、勲章1つ、閑職2つ、外交職1つを得た。具体的には1822年4月1日にバス勲章ナイト・グランド・クロスを授与され、同年8月10日にジャマイカのフォート・チャールズ総督に任命された。1824年2月20日に王立砲兵隊のColonel commandantを1823年11月4日付で任命され、1846年に死去するまで務めた。1825年5月14日、アイルランド貴族であるティペラリー県オークハンプトンとレッドウッドにおけるブルームフィールド男爵に叙された。1800年合同法の施行以降、アイルランド貴族の新規叙爵には既存爵位が3つ廃絶することが要件になっており、ブルームフィールド男爵の叙爵はロスコモン伯爵、バークリー子爵、グレンバーヴィー男爵の廃絶を根拠とした。
外交職に関しては1823年から1832年まで在スウェーデンイギリス特命全権公使を務め、在任中にメソジズムに改宗した。1830年に中将に昇進した。

### 死去
長い闘病生活を経て、1846年8月15日にメリルボーンのポートマン・スクエアで死去、22日にティペラリー県ロートン・ハウス（Loughton House、現オファリー県マネーゴール）で埋葬された。息子ジョン・アーサー・ダグラスが爵位を継承した。
初代男爵の死後、メソジスト聖職者スコット氏（Scott）は1856年にA coronet laid at the feet of Jesus: as illustrated by the conversion of the late Lord Bloomfieldと題する、ブルームフィールド男爵の改宗に関する著作を出版した。2代男爵の死後、その妻ジョージアナ（1822年4月13日 – 1905年5月21日、初代レイヴェンスワース男爵トマス・リデルの娘）は1884年に初代ブルームフィールド男爵に関する回想録（2巻）を出版した。

## 家族
1797年9月7日、ハリオット・ダグラス（Harriott Douglas、1776年ごろ – 1868年9月12日、ジョン・ダグラスの娘）と結婚、1男3女をもうけた。
- ジョン・アーサー・ダグラス（英語版）（1802年11月12日 – 1879年8月17日） - 第2代ブルームフィールド男爵（第1期）、初代ブルームフィールド男爵（第2期）[1]
- ハリオット・アン（1806年5月4日 – 1901年7月13日） - 1833年6月5日、トマス・ヘンリー・キングスコート（Thomas Henry Kingscote、1799年1月19日 – 1861年12月19日）と結婚、子供あり[20][21]
- ジョージアナ・メアリー・エミリア（1809年10月4日 – 1893年1月13日） - 1836年10月22日、ヘンリー・トレンチ（Henry Trench、1881年3月7日没）と結婚、子供あり[20][21]
- シャーロット（1815年3月28日 – 1828年3月8日[20]）